# Ел Росарио, Позо II (Гереро)
Ел Росарио, Позо II (шп. El Rosario, Pozo II) насеље је у Мексику у савезној држави Чивава у општини Гереро. Насеље се налази на надморској висини од 2114 м.

## Становништво
Према подацима из 2010. године у насељу су живела 4 становника.

### Хронологија
| Година       | 2005         | 2010 |
| ------------ | ------------ | ---- |
| Становништво | 48 (25 / 23) | 4    |

### Попис
| # | Индикатор                     | Вредност |
| - | ----------------------------- | -------- |
| 1 | Укупно домаћинстава           | 1        |
| 2 | Укупно насељених домаћинстава | 1        |
| 3 | Величина локације             | 1        |